# Jacques Bainville
Jacques Bainville, född 9 februari 1879, död 9 februari 1936, var en fransk politisk författare och litterär kritiker.
Bainville var utrikesredaktör i det franska nationalistiska partiets organ L’Action française och historisk forskare. Han var en hängiven katolik. Bland hans verk märks Louis II de Bavière (1900), Le coup de Agadir (1913) och Histoire de France (1924), ett lysande exempel på syntetisk historieskrivning, där monarkin uppfattas som en skapande princip. I hans Histoire de trois générations (1918) och Heur et malheur des Français (1924) beskrivs parlamentarismens genombrott i Frankrike som en rad destruktiva brott med den naturliga ordningen. Bland Bainvilles övriga arbeten märks en biografi över Napoleon (1931, svensk översättning 1933) och Bismarck (1932) och samtidsskildringarna Le troisième république 1870-1935 (1935), Les dictateurs (1935) samt Lectures  (1937), prov på hans litteraturkritik.

## Utmärkelser
- Riddare av Hederslegionen,  20 september 1920[7]
- Kommendör av Rumänska kronorden[1]
- Kommendör av Italienska kronorden[1]
- Riddare av Leopoldsorden[1]

[Redigera Wikidata]